# روخلیو دلگادو
روخلیو دلگادو (اسپانیایی: Rogelio Delgado‎؛ زادهٔ ۱۲ اکتبر ۱۹۵۹) بازیکن فوتبال اهل پاراگوئه بود.
از باشگاه‌هایی که در آن بازی کرده‌است می‌توان به باشگاه فوتبال ایندپندینته، باشگاه ورزشی الیمپیا، باشگاه فوتبال کولو-کولو، و باشگاه فوتبال یونیورسیداد شیلی اشاره کرد.
وی همچنین در تیم ملی فوتبال پاراگوئه بازی کرده‌است.